# Getsunova
Getsunova (tiếng Thái: เก็ตสึโนวา) là ban nhạc Thái Lan do hãng GMM Grammy quản lý, bao gồm các thành viên Prakarn Raiva, Natee Osathanugrah, Panoth Khunprasert and Komkadech Sangwattanaroj. Nhóm được biết đến qua các bài hit nổi tiếng "ไกลแค่ไหนคือใกล้" (Glai Kae Nai Kue Glai) (2012), "คำถามซึ่งไร้คนตอบ" (Kham Tham Seung Rai Khon Tob) (2013), "อยู่ตรงนี้ นานกว่านี้" (Yoo Trong Nee Naan Kwa Nee) (2014) và "พระเอกจำลอง" (Pra Ek Jum Laung) (2019).

## Các thành viên
- Prakarn Raiva [th] (Name) – Giọng ca chính
- Natee Osathanugrah – guitar
- Panoth Khunprasert (Noth) – guitar, synthesizers
- Komkadech Sangwattanaroj (Prite) – trống

## Sản phẩm ca hát

### Album phòng thu
| Album           | Năm & hãng                                 | Các ca khúc |
| --------------- | ------------------------------------------ | --- |
| The First Album | - Year: 2016 - Label: Duckbar, White Music | 1. กาลครั้งหนึ่ง ตลอดกาล Gahla Krung Neung Dtalaut Gahn (Once, Forever) 2. สิ่งที่ตามหา Sing Tee Dtahm Hah (The Thing I Search For) 3. ไกลแค่ไหน คือ ใกล้ Glai Kae Nai Keu Glai (How Much Further is Near?) 4. คนไม่จำเป็น Kon Mai Jum Bpen (Unnecessary Person) 5. แตกต่างเหมือนกัน Dtaek Dtahng Meuan Gun (Different Too) 6. เหตุผลที่ไม่มีเหตุผล Hetpon Tee Mai Mee Hetpon (The Reason I Don’t Have a Reason) 7. อยู่ตรงนี้ นานกว่านี้ Yoo Dtrong Nee Nahn Gwah Nee (Right Here a Little Longer) 8. คำถามซึ่งไร้คนตอบ Kum Tahm Seung Rai Kon Dtaup (A Question Without a Person to Answer) 9. โดดเดี่ยวด้วยกัน Doht Diao Duay Gun (Alone Together) feat. Praewa of Yellow Fang 10. ความมืดสีขาว (Arrow Thai release OST) Kwahm Meut See Kao (White Darkness) Limited Edition - CD 2 1. Stay (Stay OST; Original by Palmy) 2. ไกลแค่ไหน คือใกล้ (Special Version) 3. แตกต่างเหมือนกัน (Zeed Version) Dtaek Dtahng Meuan Gun (Different Too) feat. Jannine Weigel, Patravee Srisuntisuk & See Scape 4. ดอกไม้ปลอม Dauk Mai Bplaum (Fake Flower) Limited Edition - CD 3 1. รอยจูบ Roy Joop (Traces of Kisses) 2. กุหลาบ 3. รูปภาพ Roop Pahp (Picture) 4. Black Magic 5. เศษส่วน Set Suan (Fraction) 6. Season 7. กล่อม Glaum (Soothe) 8. คำตอบ 9. เธอและฉัน 10. ว่างเปล่า |
| ทำมะดา          | - Year: 2019 - Label: White Music          | 1. ทำมะดา 2. รู้ตัวว่าไม่ดี feat. Youngohm 3. ความเงียบที่ดังที่สุด 4. พระเอกจำลอง (Theory of Love OST) 5. ชีวิตที่มีชีวิต Cheewit Tee Mee Cheewit (A Life That’s Alive) 6. ความรู้สึกที่ไม่เคยรู้สึก Kwahm Roo Seuk Tee Mai Koey Roo Seuk (The Feeling I’ve Never Felt) 7. พัง...ลำพัง 8. ดวงจันทร์กลางวัน Duang Jun Glahng Wun (Moon in the Middle of the Day) feat. Violette Wautier 9. ปลาบนฟ้า 10. นักเดินทาง Nuk Dern Tahng (Traveler) 11. วันหมดอายุ 12. พัง..(ลำพัง) Pung (Lumpung) [Destroyed (Alone)] feat. Lydia 13. Fake Protagonist 14. คือเธอใช่ไหม feat. Tai Orathai |

### EP
| Album             | Năm & hãng                             | Các ca khúc |
| ----------------- | -------------------------------------- | --- |
| Electric Ballroom | - Year: 2009 - Label: Sanamluang Music | 1. กล่อม Glaum (Soothe) 2. รอยจูบ Roy Joop (Traces of Kisses) 3. รูปภาพ Roop Pahp (Picture) 4. เศษส่วน Set Suan (Fraction)                                                                                               |
| 2.5               | - Year: 2020 - Label: White Music      | 1. ลืมว่าต้องลืม (Forgot To Forget) 2. คนเดิมที่ไม่เหมือนเดิม (Who Are You) 3. หน้ากาก (MASK) 4. จุดแวะพัก (.5) / Joot Wae Puk (Rest Stop) 5. คำถามซึ่งไร้คนตอบ Kum Tahm Seung Rai Kon Dtaup (A Question Without a Person to Answer) |

### Đĩa đơn
| Năm  | Tựa | Album             |
| ---- | --- | ----------------- |
| 2007 | กล่อม Glaum (Soothe) | Electric Ballroom |
| 2008 | คนคนเดียว Kon Kon Diao (One Person)                                                                                                 | Electric Ballroom |
| 2009 | รอยจูบ Roy Joop (Traces of Kisses)                                                                                                  | Electric Ballroom |
| 2009 | เศษส่วน Set Suan (Fraction) | Electric Ballroom |
| 2010 | ดอกไม้ปลอม Dauk Mai Bplaum (Fake Flower)                                                                                            | The First Album   |
| 2012 | ไกลแค่ไหนคือใกล้ Glai Kae Nai Keu Glai (How far is near?)                                                                             | The First Album   |
| 2013 | คำถามซึ่งไร้คนตอบ Kum Tahm Seung Rai Kon Dtaup (A Question Without a Person to Answer)                                                | The First Album   |
| 2014 | สิ่งที่ตามหา Sing Tee Dtahm Hah (The Thing I Search For)                                                                               | The First Album   |
| 2014 | อยู่ตรงนี้ นานกว่านี้ Yoo Dtrong Nee Nahn Gwah Nee (Right Here a Little Longer)                                                           | The First Album   |
| 2016 | คนไม่จำเป็น Kon Mai Jum Bpen (Unnecessary Person)                                                                                    | The First Album   |
| 2017 | เหตุผลที่ไม่มีเหตุผล Hetpon Tee Mai Mee Hetpon (The Reason I Don’t Have a Reason)                                                        | The First Album   |
| 2017 | นักเดินทาง Nuk Dern Tahng (Traveler)                                                                                                 | ทำมะดา            |
| 2017 | พัง..(ลำพัง) Pung (Lumpung) [Destroyed (Alone)]                                                                                      | ทำมะดา            |
| 2018 | ชีวิตเดี่ยว Cheewit Diao (Solitary Life) feat. Thongchai McIntyre                                                                      | Mini Marathon     |
| 2018 | รู้ดีว่าไม่ดี Roo Dee Wah Mai Dee (I Know Full Well It’s Bad) feat. Youngohm (xuất hiện OST Con tim sắt đá)                              | ทำมะดา            |
| 2018 | ชีวิตที่มีชีวิต Cheewit Tee Mee Cheewit (A Life That’s Alive)                                                                             | ทำมะดา            |
| 2018 | ความเงียบดังที่สุด Kwahm Ngiap Dung Tee Soot (Sự im lặng lớn nhất) (xuất hiện OST Làm vợ thời nay, Con tim sắt đá, Cuộc chiến Producer) | ทำมะดา            |
| 2018 | ความรู้สึกที่ไม่เคยรู้สึก Kwahm Roo Seuk Tee Mai Koey Roo Seuk (The Feeling I’ve Never Felt)                                                | ทำมะดา            |
| 2019 | ปลาบนฟ้า Bplah Bon Fah (A Fish in the Sky)                                                                                          | ทำมะดา            |
| 2019 | Fake Protagonist | ทำมะดา            |
| 2019 | ทำ มะ ดา Tummadah (Common) | ทำมะดา            |

### Các ca khúc khác
| Năm  | Tựa                                                                                                   | Album                                   |
| ---- | --- | --------------------------------------- |
| 2010 | คำถาม (Question)                                                                                      | No Album                                |
| 2016 | ยิ้มสู้ (Live Version)                                                                                    | No Album                                |
| 2016 | ความลับในใจ (Acoustic Version)                                                                         | นั่งเล่น                                   |
| 2016 | กุมภาพันธ์ (Acoustic Version)                                                                            | นั่งเล่น                                   |
| 2018 | ดวงจันทร์กลางวัน Duang Jun Glahng Wun (Moon in the Middle of the Day) (Aftermoon) feat. Violette Wautier | NEXTPLORER                              |
| 2018 | ดวงจันทร์กลางวัน Duang Jun Glahng Wun (Moon in the Middle of the Day) (Aftermoon) feat. Violette Wautier | ทำมะดา                                  |
| 2019 | วันหมดอายุ Wun Mot Ahyoo (Expiration Date)                                                              | The Love Speech ขอโทษ ขอบคุณ ไม่เป็นไร     |
| 2019 | วันหมดอายุ Wun Mot Ahyoo (Expiration Date)                                                              | ทำมะดา                                  |
| 2019 | คือเธอใช่ไหม Keu Tur Chai Mai (It’s You, Right?) feat. Tai Orathai                                      | JOOX Original Album "100x100"           |
| 2019 | คือเธอใช่ไหม Keu Tur Chai Mai (It’s You, Right?) feat. Tai Orathai                                      | ทำมะดา                                  |
| 2020 | อย่างน้อยก็มากพอ feat. Noi Pru                                                                           | JOOX Original Album "My Hero"           |
| 2020 | ถอนหายใจในใจ Taun Hai Jai Nai Jai (Sighing in My Heart) feat. Perawat Sangpotirat                     | AIS Play Original Album "Love Stranger" |